# National Television System Committee
 (février 2022).
Si vous disposez d'ouvrages ou d'articles de référence ou si vous connaissez des sites web de qualité traitant du thème abordé ici, merci de compléter l'article en donnant les références utiles à sa vérifiabilité et en les liant à la section « Notes et références ».

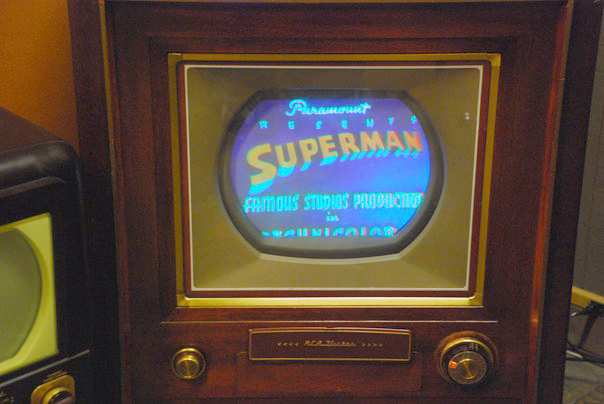
Le RCA CT-100, premier téléviseur couleur NTSC vendu aux États-Unis

L'acronyme NTSC (National Television System Committee, signifiant en français « Comité du système national de télévision ») désigne un standard international de codage couleur du signal vidéo analogique, finalisé en 1953 par les ingénieurs de plusieurs sociétés américaines, parmi lesquelles CBS Corporation et surtout les sociétés RCA et Philco. Aux États-Unis, le 1er janvier 1954 marque la première télédiffusion nationale en couleur au standard NTSC. L'introduction de ce format marque une étape importante dans l'Histoire des techniques de télévision.
Le standard NTSC est principalement exploité en Amérique du Nord et dans une partie de l’Amérique du Sud à la norme M ainsi qu’en Asie, dont le Japon à la norme J et la Corée du Sud à la norme K.
À partir de 1953, ce standard est également adopté par le Canada, la Corée du Sud, le Japon et le Mexique. Le premier téléviseur à codage couleur électronique NTSC est le modèle RCA CT-100, commercialisé en avril 1954.
À partir des années 2000, en même temps que la télédiffusion analogique qui est remplacée par la télédiffusion numérique, le standard NTSC est progressivement abandonné.
Le codage NTSC exploite le format vidéo de 525 lignes à 30 ou 29.97 images entrelacées par seconde. Il peut être également exploité pour les DVD-vidéo en résolution 720 × 480 lignes.
Le NTSC est le premier codage couleur électronique de télévision développé dans le monde. Il est suivi du codage SECAM au début des années 1960 puis du standard allemand PAL au milieu de la même décennie.

## Histoire
Après l'échec des systèmes de télévision couleur s'inspirant des techniques primitives de la Télévision mécanique de CBS, le comité NTSC fixe les objectifs d'un codage couleur entièrement électronique. RCA et CBS sont les principales sociétés adversaires dans cette recherche et doivent respecter la compatibilité du nouveau codage couleur avec les émissions, les émetteurs et le parc de téléviseurs noir et blanc existants.
En septembre 1951, aux États-Unis, la chaîne Columbia Broadcasting System présente son système de télévision électronique couleur, le NTSC.
Toutefois, en mars 1953, CBS abandonne à RCA la victoire du système officiel national américain. La chaîne nationale NBC est ainsi la première à diffuser la première émission en NTSC, le 1er janvier 1954.

## Principes techniques
Dans sa forme professionnelle (captation, caméras, studios, régies…) le signal vidéo couleur est composé de deux informations élémentaires combinée au signal noir et blanc (Y) : U=B-Y (différence de bleu) et V=R-Y (différence de rouge). En théorie, deux porteuses distinctes sont indispensables pour véhiculer les données de chrominance et de luminance (Y). Afin de n'en employer qu’une seule, le signal vidéocomposite est modulé en amplitude et en phase avec une seule porteuse.
La norme de télédiffusion « Q » associée au NTSC transporte donc simultanément ses deux composantes colorimétriques sur la même porteuse modulée en amplitude avec un système de quadrature de phase entre les deux informations de chrominance.
La fréquence de cette porteuse est approximativement de 3,58 MHz (sauf dans la version NTSC-4.43, où elle est de 4,43 MHz ce qui correspond à la porteuse du PAL). Afin de limiter l’influence de la qualité de la réception sur les variations de colorimétrie, ce ne sont pas directement les signaux U et V qui sont modulés, mais une combinaison de ceux-ci nommés I et Q :
{\displaystyle I=-0,2676\times U+0,7361\times V}
{\displaystyle Q=+0.3869\times U+0.4596\times V}
On peut directement obtenir Y, I et Q en fonction de R, G et B (voir aussi la Chrominance) :
{\displaystyle {\begin{pmatrix}Y\\I\\Q\end{pmatrix}}={\begin{pmatrix}+0,299&+0,587&+0,114\\+0,596&-0,274&-0,322\\+0,212&-0,523&+0,311\end{pmatrix}}\times {\begin{pmatrix}R\\G\\B\end{pmatrix}}}

## Variante du NTSC: du PAL sur du60Hz
Il existe un standard spécifique adapté après la guerre par les Américains, pour pouvoir lire leurs cassettes vidéo ou Laserdiscs NTSC à 525 lignes et 30 images/s sur les téléviseurs allemands utilisant le standard PAL et la norme CCIR à 625 lignes et 25 images/s. Ce procédé modifie la démodulation à la fréquence porteuse couleur pour 4,43 MHz, transcode le standard couleur et produit du PAL 60. Toutefois, l’image reste en définition 525 lignes ; elle peut alors apparaître anamorphosée (comprimée verticalement) ou représenter des barres noires en haut et en bas de l’écran. Le signal est alors composé de 60 trames (demi images) par seconde ou 30 images par seconde.

## Défauts lors de la télédiffusion
Le standard NTSC a fait l’objet de vives critiques en raison de la médiocrité de la fidélité des couleurs lors de sa réception avec un téléviseur conventionnel (datant d’avant 1990). Ce phénomène engendré par les faiblesses des circuits analogiques (démodulation et recomposition du signal vidéocomposite) lui a valu le surnom de  Never Twice the Same Color (« jamais deux fois la même couleur »). En raison d’un déphasage de la chrominance, le phénomène le plus gênant concerne alors la teinte de la peau humaine (les visages varient du verdâtre à l’orangé sombre). Un réglage spécifique existe donc sur tous les téléviseurs NTSC : la fonction hue (teinte) qui permet de réajuster la phase du signal couleur. Toutefois, ce phénomène est pratiquement inexistant avec les appareils numériques (lecteur DVD, démodulateur câble, satellite, terrestre, ADSL TV, console de jeux vidéo…). Ce phénomène n’existe pas chez les deux concurrents européens PAL et SECAM.

## Compatibilité
- NTSC
- PAL ou PAL/SECAM
- SECAM
- Pas d’information

Entre le NTSC et le PAL/SÉCAM, il convient d’exploiter un convertisseur numérique, lequel transcode la couleur, compense la cadence d’images par seconde (25 ou 30) et adapte la résolution image (525 ou 625 lignes). Sauf pour les très coûteux équipements professionnels « broadcast » (télédiffusion), un convertisseur PAL ou Sécam / NTSC procure une image de qualité médiocre (effets de saccade, perte de définition, couleurs moins fidèles, bruit de fond…).